# Seututie 862
Pour les articles homonymes, voir Route 862.
La route régionale 862 (finnois : Seututie 862) est une route régionale allant de Lehtovaara à Pudasjärvi jusqu'à Virkkunen à Taivalkoski en Finlande,,.

## Présentation
La seututie 862 est une route régionale d'Ostrobotnie du Nord.